# Черепашачий берег Ізтузу

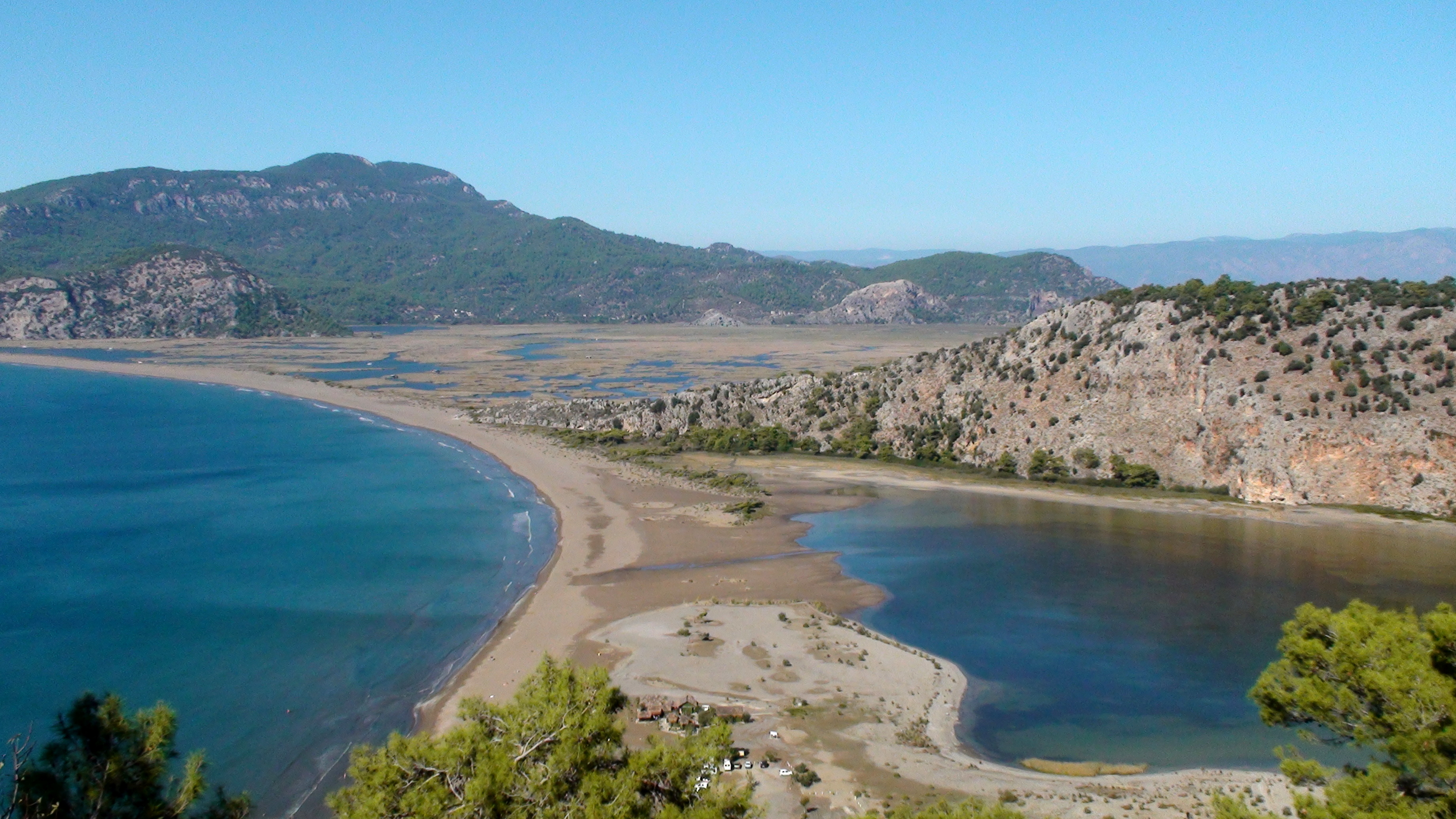
Панорама Черепашачого берега Ізтузу

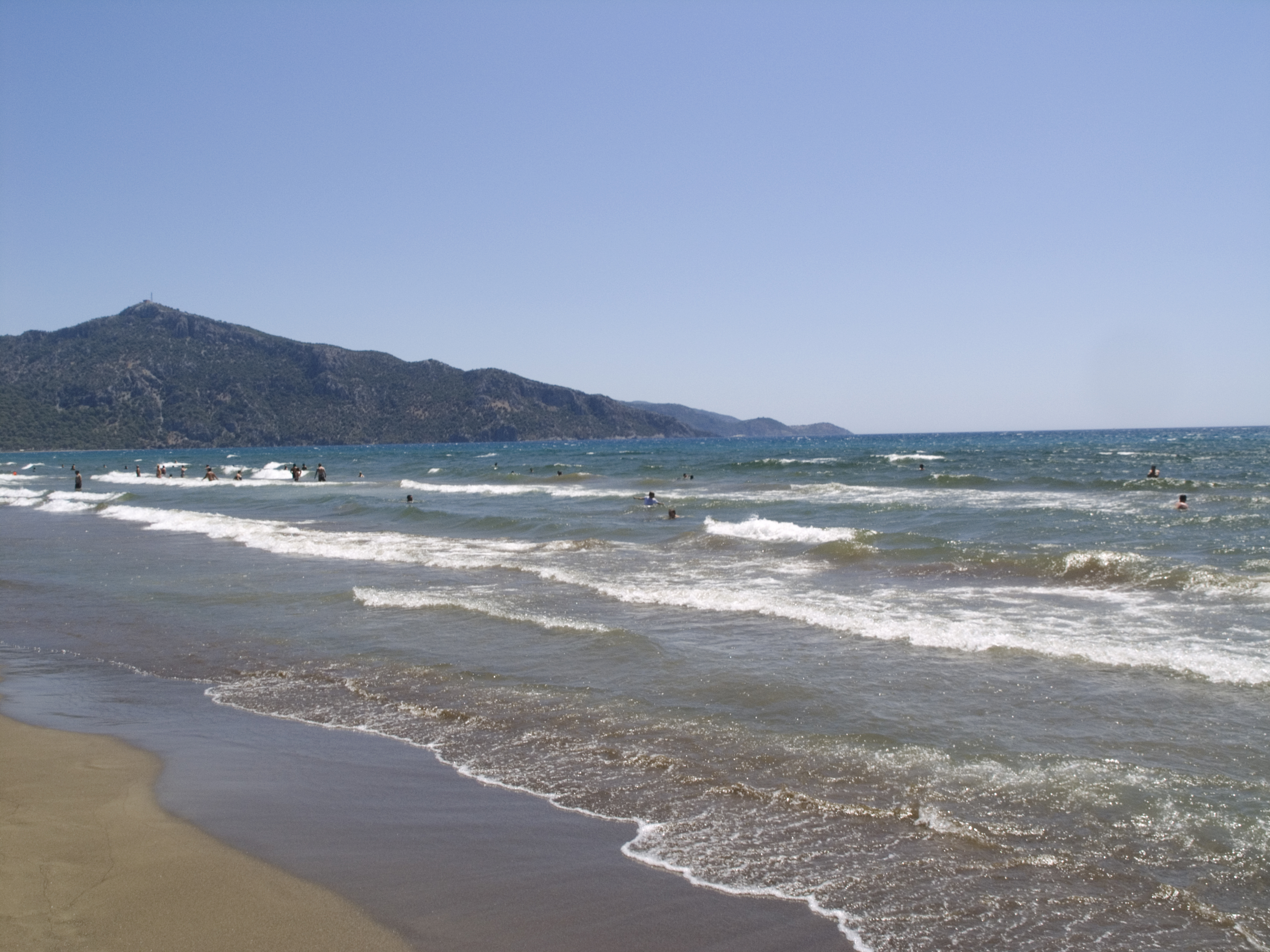
Узбережжя пляжу Ізтузу

Черепашачий берег Ізтузу (тур. Iztuzu kaplumbağalar sahil) - бухта довжиною 4 км в місці впадання річки Дальян (поблизу міста Дальян, провінція Мугла, Туреччина) в Середземне море. Берег являє собою вузьку піщану смужку шириною 120-160 м між водами Середземного моря і прісноводною дельтою річки Дальян. Свою назву бухта отримала завдяки тому, що вона є одним з основних місць нерестовища черепах логгерхедів (лат. Caretta caretta), які Міжнародним союзом охорони природи занесені в Червону книгу, як види, які знаходяться під загрозою зникнення. З цієї причини берег Ізтузу з 1988 року має статус охоронної зони і входить до складу спеціальної галузі охорони довкілля Кьойчегіз-Дальян (Köyceğiz-Dalyan Special Environmental Protection Area)  .

## Історія
У 1982 році з'явилася інформація про перетворення бухти в гирлі річки Дальян в туристичну зону з розвиненою інфраструктурою. Повідомлялося про плани будівництва готелю, пристані й мережі бунгало. У квітні 1987 року почалося будівництво готелю «Kaunos Beach Hotel» (назва обумовлена античним містом Кавн, яке знаходяться поруч) на 1800 місць. Участь у проекті взяла німецька компанія «DEG (Deutsche Finanzierungsgesellschaft für Beteiligungen в Entwicklungsländern)».

 Це будівництво означало загибель унікального природного місця, тому вчені-екологи Джун Хеймофф, Девід Белламі, Лілі Венізелос та інші розгорнули широку кампанію по збереженню берегу Ізтузу. Почалася боротьба між природоохоронними організаціями та забудовниками, яка досягла міжнародного масштабу. До боротьби приєдналися Міжнародний союз охорони природи, Грінпіс, Всесвітній фонд дикої природи, Зоологічне суспільство Франкфурта та інші.

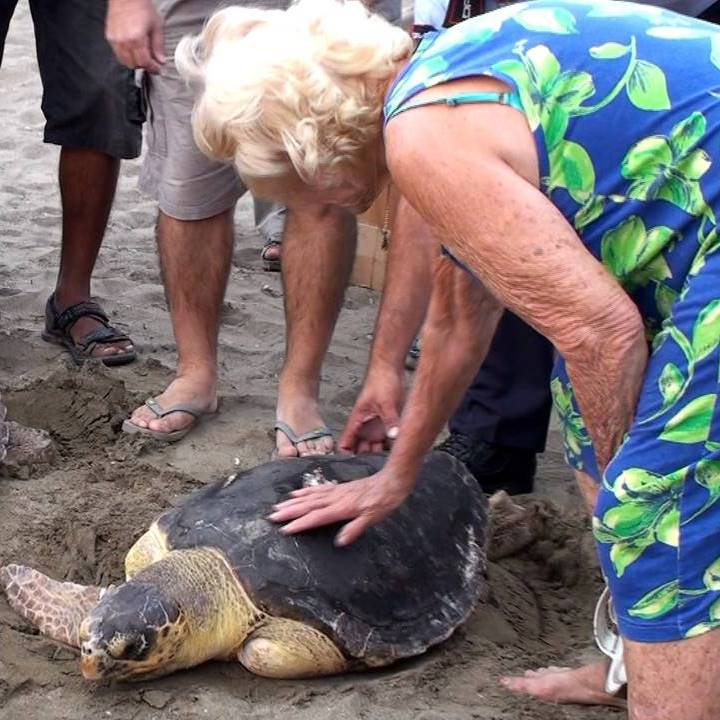
Джун Хеймофф

Велика хвиля обурення будівництвом піднялася в Німеччині, коли розголосу набув факт участі в проекті німецької компанії «DEG».

 Джун Хеймофф звернулася до принца Філіпа з проханням звернутися до прем'єр-міністра Туреччини Тургута Озала з тим, щоб домогтися мораторію на проведення будівельних робіт, поки не буде видано експертний висновок стосовно впливу на довкілля. Тургут Озал оголосив мораторій і будівництво було призупинено. У той же час уряд Німеччини виступив проти участі компанії «DEG» в проекті.

 Край суперечкам було покладено в червні 1988 року, коли турецький уряд створив спеціальну область охорони довкілля Кьойчегіз-Дальян, включивши в неї і берег Ізтузу.

 Історія боротьби за збереження унікального природного місця була описана в 1997 році в книзі Джун Хеймофф «Капітан Джун і черепахи» .

 У 2008 році берег Ізтузу був проголошений переможцем в номінації Найкращий Відкритий Простір (Європа) .

## Захист
На березі Ізтузу в середньому за рік черепахи логгерхед створюють близько 300 кладок яєць. Це одне з найбільших нерестовищ цих плазунів в Середземномор'ї. Для запобігання проблем з гніздування черепах у 1988 році були встановлені наступні правила:
- З 1 травня по 31 жовтня берег закритий для відвідувань з 20:00 до 08:00 через недопущення створення звукових і світлових перешкод.
- На берег не допускаються транспортні засоби та тварини.
- У зазначених зонах заборонене встановлення пляжних парасольок і шезлонгів.
- У радіусі 1 милі від берега Ізтузу заборонено рух будь-яких швидкісних суден.

 Ці заходи виявилися успішними, незважаючи на величезне зростання туризму. Моніторинг програми, що проводиться з 1988 року, показує невелике збільшення числа гнізд на березі Ізтузу.

 З 2009 року для допомоги в охороні черепашачих гнізд залучаються студенти Університету Памуккале. В їх завдання входить пошук і відмітка черепашачих гнізд, захист яєць від розкрадань, доставка на лікування знайдених поранених черепах. У травні 2011 року Фонд Джун Хеймофф з охорони берега Ізтузу був нагороджений королевою Єлизаветою II орденом Британської імперії за заслуги в охороні довкілля та захисту зникаючих черепах в Туреччини .